# 행성간 매질

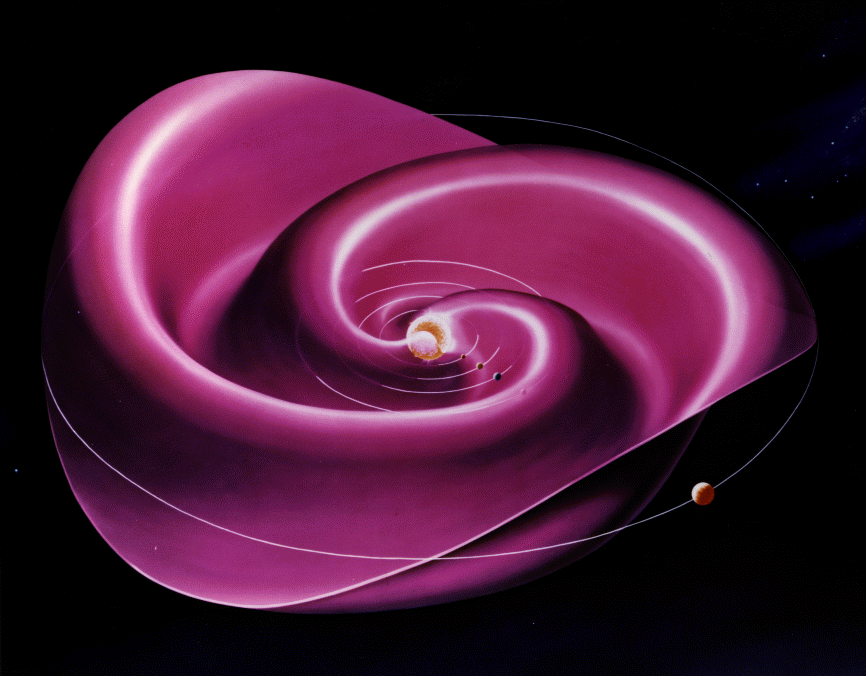
태양권 전류판은 행성간 매질의 플라스마에 대한 태양 회전 자기장의 영향으로 인해 발생한다.

행성간 매질(行星間媒質, 영어: interplanetary medium, IPM) 또는 행성간 공간(行星間空間, 영어: interplanetary space)은 태양계를 채우고 행성, 왜행성, 소행성, 혜성과 같은 모든 더 큰 태양계 몸체가 이동하는 질량과 에너지로 구성된다. 행성간 매질은 성간매질이 시작되는 태양계면에서 멈춘다. 1950년 이전에는 행성간 공간은 빈 진공 상태이거나 "기"(aether)로 구성된 것으로 널리 간주되었다.

## 같이 보기
- 행성간 자기장
- 우주 공간
- 성간매질
- 우주진
- 우주 공간